# Simulium brunhesi
Simulium brunhesi är en tvåvingeart som beskrevs av Elouard och Ranaivoharindriaka 1996. Simulium brunhesi ingår i släktet Simulium och familjen knott.
Artens utbredningsområde är Madagaskar. Inga underarter finns listade i Catalogue of Life.